# بخش کستل‌سرسن
بخش کستل‌سرسن (به فرانسوی: Arrondissement de Castelsarrasin) یک بخش در فرانسه است که در تارن-ا-گارون واقع شده‌است.